# 小山翔吾
小山 翔吾（こやま しょうご、1995年9月12日 - ）は、京都府出身の元歌手。歌手デビュー前は、大学野球強豪の亜細亜大学に投手として所属していた。

## 経歴
京都市立日野小学校2年から野球を始め、京都市立春日丘中学校時代は京・相楽硬式野球クラブに所属。
静岡県の加藤学園高校に進学し、2年秋よりエースとして活躍。3年夏は県大会2回戦で静岡商に3-6で敗れ（8回裏に3-2と勝ち越した直後の9回表に無死1塁から逆転2ランを浴び降板）、甲子園出場経験はない。
東都大学野球の亜細亜大学へ進学。同期には後にプロ野球に進む北村拓己や髙橋遥人がいた。2年秋の専修大戦でリーグ戦初登板も2者連続四球で降板し、以後は登板機会はなかった。それを機に野球に見切りをつけ、本格的に歌手を目指した。
野球部監督の生田勉と親交があったDEENのボーカル・池森秀一のプロデュースにより、卒業を控えた2018年2月10日に『今すぐに逢いにゆくから』を配信リリースし、デビューした。同楽曲は大学同期の北村拓己が登場曲として使用した。2018年11月14日、同じく池森秀一プロデュースの1stシングル『明日へ』をリリースし、TBS系列プロ野球中継「SAMURAI BASEBALL」のテーマ曲となった。また、大学の先輩の嶺井博希や同期の北村が登場曲として使用し、カップリングの『Fly away』は同期の高橋遥人が登場曲として使用している。
2019年1月23日に、デビュー曲をアレンジした2ndシングル『今すぐに逢いにゆくから -winter ver.-』をリリースし、日本航空のWeb CMソングに起用された。2019年7月6日には、自身が作詞を手掛け2019シーズン東北楽天ゴールデンイーグルス応援ソングに起用された3rdシングル『Go For Eagles』をリリースした。8月26日に神宮球場で行われた「侍ジャパン壮行試合 高校日本代表 vs 大学日本代表」の試合前には国歌を独唱している。
2020年のセンバツで母校の加藤学園が春夏通じて初の甲子園出場を決め、「選抜出場おめでとう。
これほど嬉しい事はない」と祝福コメントを贈った。
池森秀一のプロデュースで、2020年から2021年まではKEN5と、2022年からは田谷紘夢と共に音楽ユニット『OZZ』としても活動していた。

## ディスコグラフィー

### シングル
|     | 発売日         | タイトル                             | 備考                                               |
| --- | -------------- | ------------------------------------ | -------------------------------------------------- |
| 1st | 2018年11月14日 | 明日へ                               | TBS系列プロ野球中継「SAMURAI BASEBALL」テーマ曲    |
| 2nd | 2019年1月23日  | 今すぐに逢いにゆくから -winter ver.- | 日本航空Web CMソング                               |
| 3rd | 2019年7月6日   | Go For Eagles                        | 2019シーズン東北楽天ゴールデンイーグルス応援ソング |

### 配信限定シングル
|     | 発売日        | タイトル               | 備考                     |
| --- | ------------- | ---------------------- | ------------------------ |
| 1st | 2018年2月10日 | 今すぐに逢いにゆくから | デビュー配信限定シングル |